# Fand
Fand è, nella mitologia irlandese, un'antica dea del mare, più tardi indicata come "Regina delle Fate". Il suo nome viene tradotto variamente sia come "Perla di Bellezza", sia come "Lacrima". Considerata la più bella delle dee, viene in genere associata alle isole del piacere e della gioventù nell'Altromondo.

## Serglige Con Culainn
Fand appare anche nel Ciclo dell'Ulster, nella storia intitolata Serglige Con Culainn ("Il capezzale di Cú Chulainn"), prima come un fantastico uccello marino, poi come una dea vendicativa ("Donna dell'Altro Mondo"). Come uccello marino vola in uno stormo incantato di uccelli legati due a due da catene d'argento, mentre lei e sua sorella Lí Ban spiccano legate da catene d'oro. L'eroe dell'Ulster, Cú Chulainn, cerca di cacciare gli uccelli che vede, e fionda una pietra che passa attraverso le piume dell'ala di Fand. Più tardi, tornate alla loro forma di "donne oltremondane", affrontano l'uomo sulle rive di un lago, colpendolo con le loro fruste finché non cade malato. Per un anno intero Cú Chulainn dovrà rimanere a letto, senza la forza di alzarsi.
Solo grazie alla mediazione di Lí Ban e di Láeg Cú Chulainn rientrerà nelle grazie della dea, in cambio dell'aiuto prestato nell'Altro Mondo contro i suoi nemici. Dopo questa impresa l'uomo e Fand diventano amanti. La loro relazione non lascia indifferente la moglie di Cú Chulainn, Emer, che progetta di assassinare i due con l'aiuto di un gruppo di donne armate di coltello. Avendo capito che Emer è la degna moglie dell'eroico Cú Chulainn Fand rinuncia alla loro storia d'amore e ritorna da suo marito, Manannán, che scuote il suo magico velo di nebbia tra gli ex amanti, in modo che non si possano più vedere. I druidi da parte loro aiuteranno Cú Chulainn ed Emer a superare la crisi grazie ad una pozione per dimenticare l'intera faccenda.

## Táin Bó Cúailnge
Fand viene menzionata anche nel Táin Bó Cúailnge. La dea (o comunque lo spirito dell'Altro Mondo) chiamata Niamh dai Capelli d'Oro è detta figlia di Manannán, ma condivide molti dei caratteri attribuiti a Fand, di cui potrebbe essere figlia.
Altre fonti menzionano un'ulteriore figlia di Manannán, Cliodna, ma dato l'alto numero di relazioni extraconiugali che nel mito intrattiene questo dio, la connessione tra questa figura e Fand è alquanto incerta.